# Niccolò Caracciolo Moschino
Niccolò Caracciolo Moschino, le cardinal de S. Cyriaque, est un cardinal italien né à Naples  en Campanie, Italie, et décédé le 29 juillet 1389 à Rome. Il est membre de l'ordre des dominicains et il est un parent du cardinal Corrado Caraccioli (1405).

## Repères biographiques
Caracciolo Moschino est inquisiteur du royaume de Sicile. Il est créé cardinal par le pape Urbain VI lors du consistoire du 18 septembre 1378. Le cardinal est camerlingue du Sacré Collège en 1378-1386 et pénitencier apostolique en 1379-1389. Il est nommé administrateur apostolique de l'archidiocèse de Messine en 1380. Caracciolo est légat apostolique à Pérouse, à Venise et à Naples. Il est l'auteur d'un  Summa sur le sacrement de la pénitence.